# Aldeire
Aldeire é um município da Espanha na província de Granada, comunidade autónoma da Andaluzia, de área 70,25 km² com população de 747 habitantes (2004) e densidade populacional de 10,63 hab/km².

## Demografia

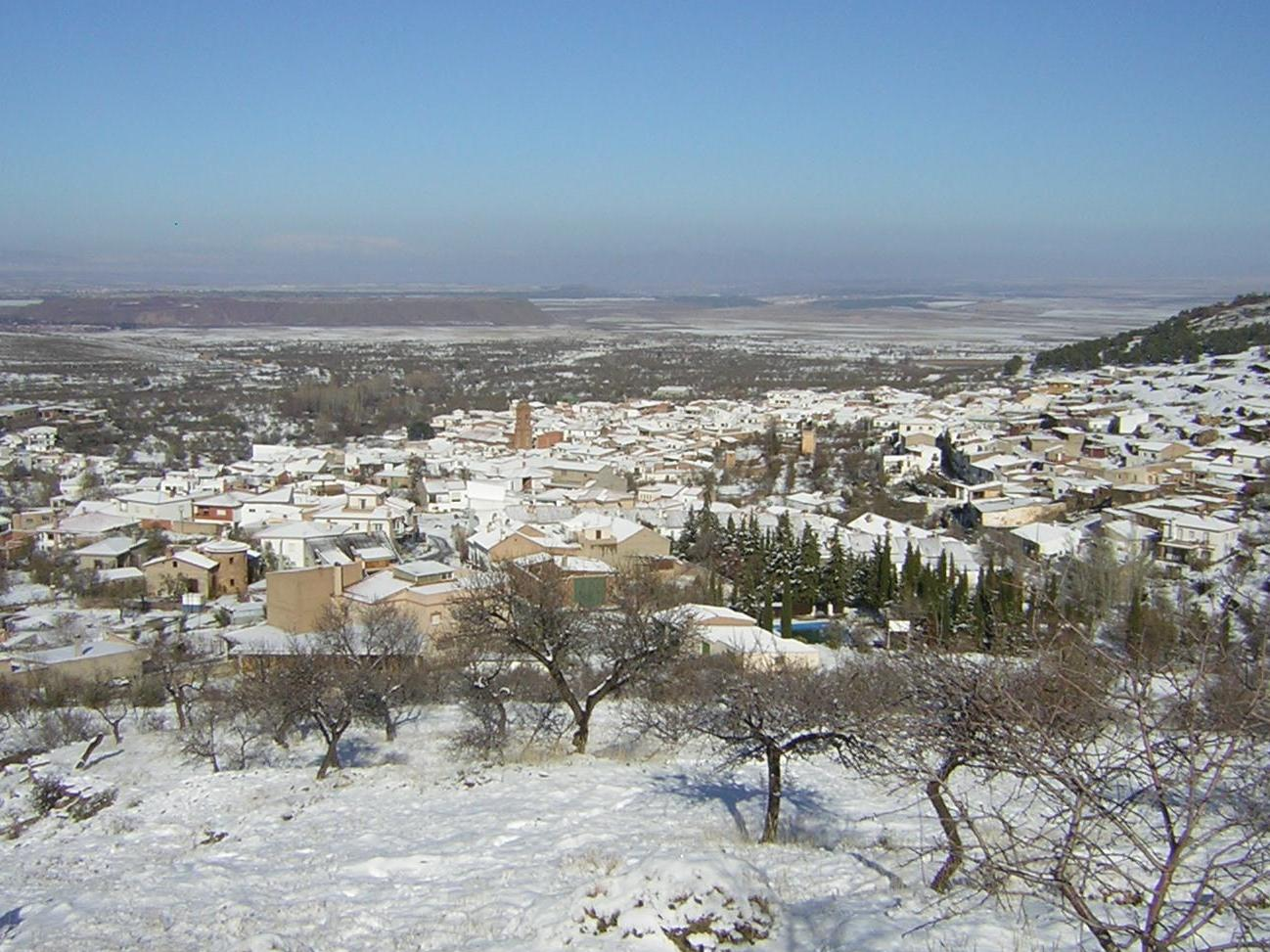
Aldeire no inverno (2004)

| Variação demográfica do município entre 1991 e 2004 | Variação demográfica do município entre 1991 e 2004 | Variação demográfica do município entre 1991 e 2004 | Variação demográfica do município entre 1991 e 2004 |
| --------------------------------------------------- | --------------------------------------------------- | --------------------------------------------------- | --------------------------------------------------- |
| 1991                                                | 1996                                                | 2001                                                | 2004                                                |
| 790                                                 | 788                                                 | 751                                                 | 747                                                 |